# Rajnigandha

Rajnigandha est un film indien de Bollywood réalisé par Basu Chatterjee sorti en 1974.

## Synopsis
Deepa, une étudiante de Delhi, sort depuis longtemps avec Sanjay, à qui elle est promise. Sanjay est joyeux et plein d'humour, mais manque de sérieux. Un jour, Deepa rencontre un ancien petit ami, Navin, qui est l'exact contraire de Sanjay : il est sérieux et très serviable. Deepa devra alors choisir entre les deux hommes.

## Distribution
- Amol Palekar : Sanjay
- Vidya Sinha : Deepa
- Dinesh Thakur : Navin

## Chanteurs
- Lata Mangeshkar
- Mukesh

## Récompenses
- Prix du meilleur film aux Filmfare Awards 1975